# أبو خليفة الجمحي
أبو خليفة الفضل بن عمرو بن محمد بن صخر بن عبد الرحمن الجمحي البصري، محدث وأديب وأخباري، من أئمة ورواة الحديث الثقات،

## سيرته
ولد سنة ست ومائتين، وسمع في سنة عشرين ومائتين، ولقي الأعلام، وكتب علما جما، قال الذهبي: «وكان ثقة صادقا مأمونا، أديبا فصيحا مفوها، رحل إليه من الآفاق». توفي أبو خليفة في شهر ربيع الآخر، أو في الذي يليه، سنة خمس وثلاثمائة بالبصرة.

## روايته للحديث النبوي
- سمع: القعنبي، ومسلم بن إبراهيم، وسليمان بن حرب، ومحمد بن كثير، وعمرو بن مرزوق، وأبا الوليد الطيالسي، وشاذ بن فياض، والوليد بن هشام القحذمي، وحفص بن عمر الحوضي، ومسدد بن مسرهد، وعثمان بن الهيثم المؤذن، وأبا معمر المقعد، وعلي بن المديني، وعبد الله بن عبد الوهاب الحجبي، ومحمد بن سلام الجمحي، وأخاه عبد الرحمن بن سلام، وعبد الرحمن بن المبارك العيشي، وخلقا كثيرا، وتفرد بالرواية عن أكثر هؤلاء، ولقد كتب حتى روى عن أبي القاسم الطبراني تلميذه.
- حدث عنه: أبو عوانة في «صحيحه» ، وأبو بكر الصولي، وأبو حاتم بن حبان، وأبو علي النيسابوري، وأبو القاسم الطبراني، وأبو أحمد بن عدي وأبو بكر الإسماعيلي، وأبو بكر الجعابي، وأحمد بن الحسين العكبري، وأبو الشيخ الأصبهاني، وأبو أحمد الغطريفي، وعبد الله بن مظاهر، وأبو محمد بن عبد الرحمن بن خلاد الرامهرمزي وأبو إسحاق بن حمزة الأصبهاني، وعمر بن جعفر البصري، وأبو بكر أحمد بن محمد بن السني، وإبراهيم بن أحمد الميمذي، وعلي بن عبد الملك بن دهثم الطرسوسي، ومحمد بن سعيد الإصطخري، وإبراهيم بن محمد الأبيوردي، نزيل مكة، شيخ لحقه أبو عمر الطلمنكي وسهل بن أحمد الديباجي، وأحمد بن محمد بن العباس البصري، وغيرهم.
- مرتبته عند علماء الجرح والتعديل:
- أبو حاتم بن حبان البستي: ذكره في الثقات.
- أبو محمد بن حزم الظاهري : وثقه.
- قال الذهبي: ثقة عالم.
- قال جلال الدين السيوطي: الإمام الثقة.
- قال خير الدين الزركلي: عالم بالحديث معمر.
- قال عبد الحي بن العماد الحنبلي: كان محدثا متقنا ثبتا أخباريا عالما.
- قال مسلمة بن القاسم الأندلسي: ثقة مشهور كثير الحديث.